# Згорне Шкофие
Згорне Шкофие (на словенски: Zgornje Škofije) е село в Словения, Обално-крашки регион, община Копер. Според Националната статистическа служба на Република Словения през 2002 г. селото има 745 жители.